# مشفى ابن رشد (دمشق)
مشفى ابن رشد مشفى سوري مختص بعلاج الأمراض النفسية والإدمان بشكل مجاني.
في يوم 22 تموز 2023، نشب حريق حوالي الساعة 2:30 بغرفة في محيط أجنحة المرضى في المشفى تسبب بوفاة شخص وإصابة 24 شخص من بين الكوادر والنزلاء والمرافقين.

## أقسام المشفى
- العيادة الداخلية
- العيادة النفسية
- عيادة الإدمان
- عيادة العلاج النفسي
- العيادة الاجتماعية
- قسم الإدمان (رجال / نساء)
- قسم علاج المرضى النفسيين (رجال / نساء)
- قسم العلاج الفيزيائي
- المخبر
- الصيدلية

## الخدمات الصحية المقدمة
- إجراء الفحوص العضوية والنفسية والاجتماعية للمرضى إضافة إلى التحاليل المخبرية.
- فحص ومعالجة المرضى من كلا الجنسين ومختلف الأعمار من خلال العيادة الخارجية أو الإقامة بالمشفى.
- متابعة المرضى النفسيين بشكل مستمر بعد تخرجهم من المشفى.
- متابعة مرضى الإدمان في مرحلة النقاهة للوقوف على وضعهم والعمل على متابعة تأهيلهم.
- التوعية في مجال الصحة النفسية عن طريق الاستشارة وإقامة المحاضرات والندوات.
- تدريب طلاب الدراسات العليا والمرحلة الجامعية من اختصاص علم نفس وارشاد نفسي وعلم اجتماع ومعهد الخدمة الاجتماعية.
- العمل على زيادة الوعي الصحي لدى المواطنين بهدف الإقلال من نسب انتشار التعاطي عن طريق الإعلام والتثقيف الصحي وإقامة الدورات والبحوث والدراسات.
- تقديم الدواء بشكل مجاني للمرضى المقبولين بالمشفى والمرضى النفسيين المراجعين للعيادات الخارجية.